# The River Wild
The River Wild (O Rio Selvagem, no Brasil) é um filme estadunidense de 1994, do gênero suspense, dirigido por Curtis Hanson

## Sinopse
Família decide fazer passeio nas corredeiras e acaba se tornando refém de dois crimonosos violentos.

## Elenco
- Meryl Streep ....  Gail Hartman
- Kevin Bacon .... Wade
- David Strathairn .... Tom Hartman
- Joseph Mazzello .... Roarke Hartman
- John C. Reilly .... Terry

## Prêmios e indicações
O Rio Selvagem recebeu duas indicações ao Globo de Ouro: uma para Meryl Streep, que concorreu na categoria melhor atriz principal; e outra para Kevin Bacon, indicado ao prêmio de melhor ator coadjuvante.